# Paweł Rosiak
Paweł Rosiak pseud. Furmański, Doroszyński, Ronowski (ur. 15 stycznia 1894 w Byczynie w powiecie poddębickim, zm. prawdopodobnie pod koniec lat 30. w ZSRR) – działacz komunistyczny, poseł na Sejm II kadencji II RP, z zawodu tkacz.

## Życiorys
Syn robotnika Augustyna i Cecylii z d. Szlązak. Od 1909 mieszkał w Łodzi, gdzie nauczył się tkactwa i pracował w fabrykach włókienniczych. 1922-1924 członek koła fabrycznego KPRP/KPP w Zakładach Scheiblera. Od 1926 członek Komitetu Dzielnicowego (KD), a od 1927 Komitetu Okręgowego (KO) KPP w Łodzi. W wyborach parlamentarnych w 1928 wybrany posłem w łódzkim okręgu wyborczym z komunistycznej listy  Zjednoczenia Robotniczego. Członek Klubu Komunistycznej Frakcji Poselskiej. 7 lutego 1929 wygłosił swoje jedyne przemówienie w Sejmie na temat preliminarza budżetowego w Ministerstwie Sprawiedliwości na rok 1929/1930. Organizator wieców sprawozdawczych w Łodzi i Zagłębiu Dąbrowskim. W sierpniu 1930 brał udział w V Kongresie Czerwonej Międzynarodówki Związków Zawodowych (Profinternu) w Moskwie. Pozostał w ZSRR w związku z przedterminowym rozwiązaniem Sejmu w Polsce. W latach 1931–1933 studiował w Międzynarodowej Szkole Leninowskiej w Moskwie; wstąpił wówczas do WKP(b) ze zliczeniem stażu partyjnego od 1922. Po ukończeniu studiów pracował w terenowym aparacie partyjnym WKP(b). Podczas czystek stalinowskich został stracony w nieznanych bliżej okolicznościach.